# Sholinganallur

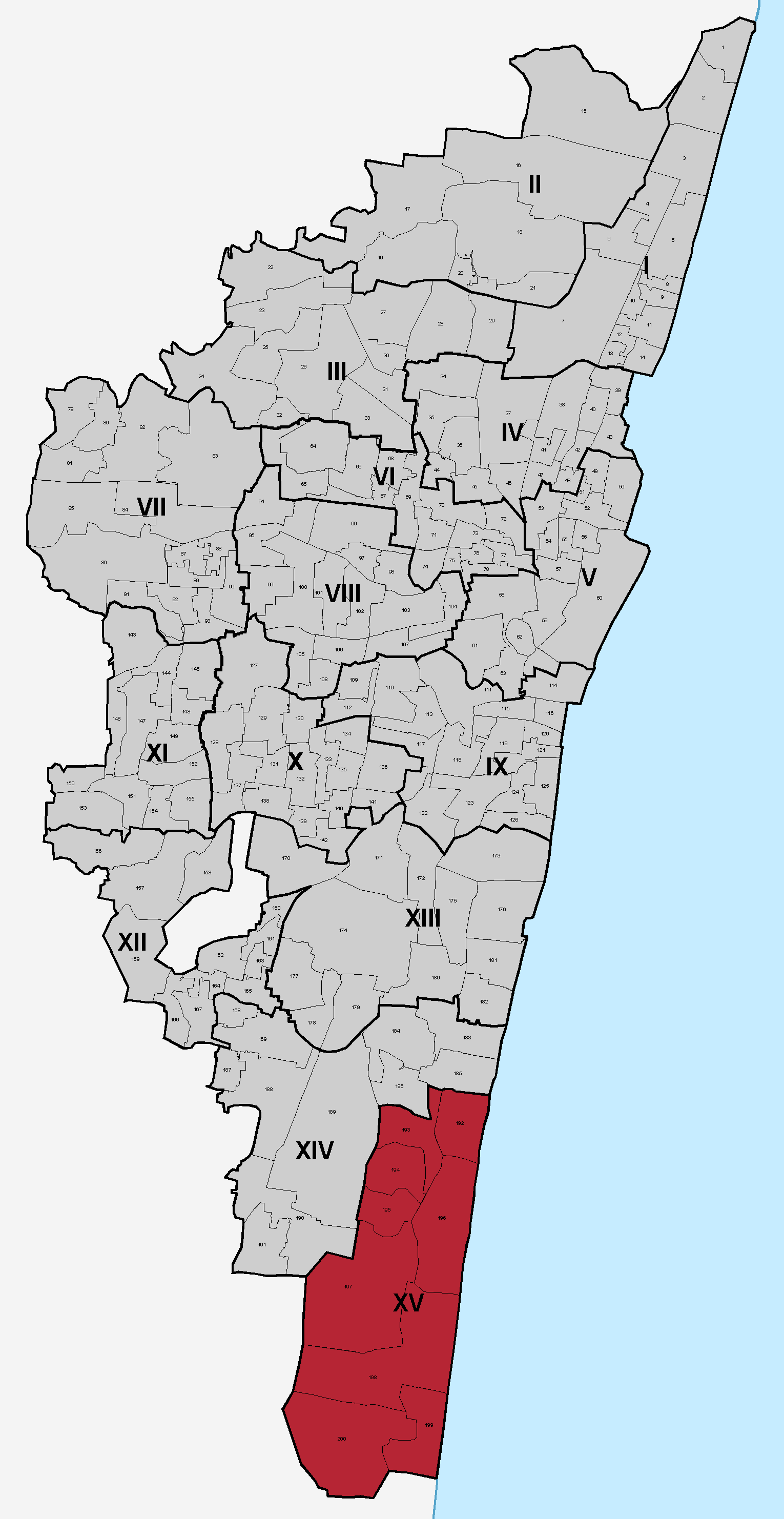
Lage der Zone Sholinganallur in Chennai

Sholinganallur (Tamil: சோழிங்கநல்லூர் Cōḻiṅkanallūr [ˈsoːɻiŋɡən̪alːuːr], auch Shozhinganallur) ist ein Stadtteil von Chennai (Madras), der Hauptstadt des indischen Bundesstaats Tamil Nadu. Shozhinganallur bildet eine von 15 Zonen (zones) Chennais und umfasst neun Stadtviertel (wards).

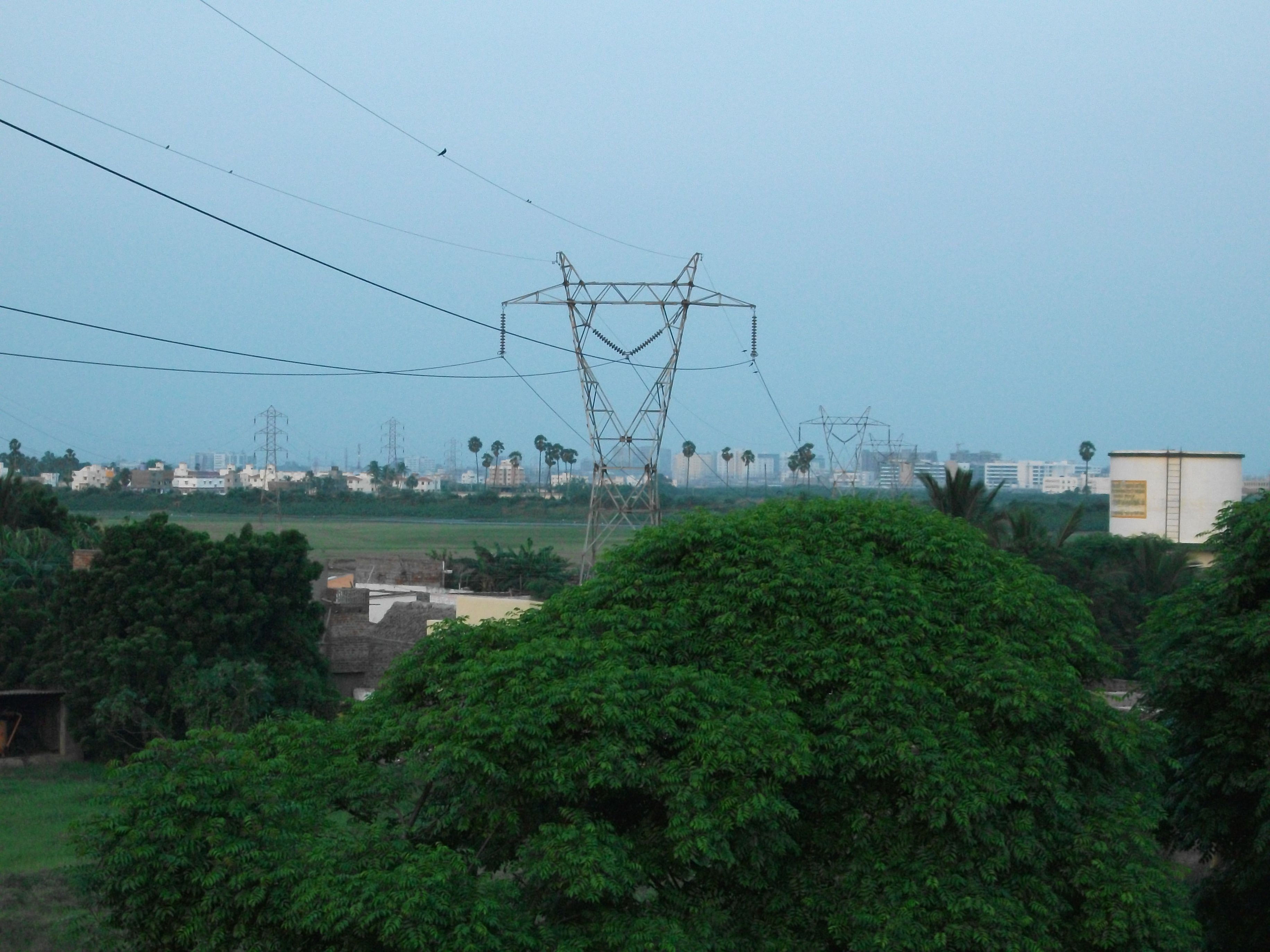
Blick auf Sholinganallur

Sholinganallur liegt im Süden Chennais rund 20 Kilometer vom Stadtzentrum entfernt an der Küste des Golfs von Bengalen. Durch Sholinganallur verlaufen die East Coast Road, die von Chennai an der Küste entlang nach Süden führt, und die parallel verlaufende Rajiv Gandhi Salai (Old Mahabalipuram Road). Entlang der Rajiv Gandhi Road erstreckt sich der sogenannte „IT-Korridor“, an dem sich zahlreiche Informationstechnik-Unternehmen angesiedelt haben. Dadurch hat Sholinganallur einen beträchtlichen wirtschaftlichen Aufschwung erlebt. Abseits der Hauptverkehrsachsen ist die Infrastruktur aber noch sehr dürftig.
Bis 2011 war Sholinganallur eine nach dem Panchayat-System verwaltete Stadtgemeinde (town panchayat) im Distrikt Kanchipuram mit 15.519 Einwohnern (Volkszählung 2011). Die Stadt war Hauptort des Taluks Sholinganallur. Der Ort war aber längst mit Chennai zusammengewachsen und zu einem Teil der Agglomeration Chennai geworden. Durch die Stadterweiterung Chennais wurde Sholinganallur auch administrativ in Chennai eingegliedert. Aus der ehemaligen Stadtgemeinde Sholinganallur und den ebenfalls eingemeindeten Dörfern Neelankarai, Okkiam Thoraipakkam, Injambakkam, Karapakkam, Semmancheri und Uthandi wurde die neue Zone Sholinganallur gebildet.